# Nikola Vasiljević (fotbalist născut în 1996)
Nikola Vasiljević (în sârbă Никола Васиљевић; n. 24 iunie 1996) este un fotbalist sârb care joacă pe postul de portar pentru Radnik Surdulica și pentru echipa națională de fotbal a Serbiei.

## Cariera pe echipe
Vasiljević s-a născut la Niš, în FR Iugoslavia, acum Serbia, și a început fotbalul la clubul său natal Radnički Niš. Mai târziu s-a transferat la Sloboda Užice, fiind promovat la echipa mare la începutul anului 2013. La sfârșitul verii anului 2014, Vasiljević s-a întors la Radnički Niš și a rămas la club pentru un sezon. Apoi s-a transferat la Radnik Surdulica în vara anului 2015, făcându-și debutul pentru seniori în primăvara următoare. În martie 2018, Vasiljević și-a prelungit contractul cu clubul pentru încă trei ani și a devenit titular, jucând în 33 de meciuri pentru echipa sârbă.

## Cariera la națională
În septembrie 2018, Vasiljević a fost în convocat în mod surprinzător de Mladen Krstajić la echipa națională a Serbiei, în locul accidentatului Aleksandar Jovanović înaintea meciurilor din Liga Națiunilor UEFA cu Lituania și România. El a rămas o rezervă neutilizată în ambele meciuri. Două luni mai târziu, Vasiljević a primit cea de-a doua convocare la națională, de data aceasta înlocuindu-l pe Marko Dmitrović pentru ultimele două meciuri ale Ligii Națiunilor jucate de Serbia în fața Muntenegrului și Lituaniei.

## Statistici
Până pe 13 noiembrie 2018
| Club             | Sezon     | Campionat | Campionat | Cupă    | Cupă   | Continental | Continental | Total   | Total  |
| Club             | Sezon     | Meciuri   | Goluri    | Meciuri | Goluri | Meciuri     | Goluri      | Meciuri | Goluri |
| ---------------- | --------- | --------- | --------- | ------- | ------ | ----------- | ----------- | ------- | ------ |
| Radnik Surdulica | 2015-2016 | 1         | 0         | 0       | 0      | -           | -           | 1       | 0      |
| Radnik Surdulica | 2016-2017 | 1         | 0         | 1       | 0      | -           | -           | 2       | 0      |
| Radnik Surdulica | 2017-2018 | 16        | 0         | 1       | 0      | -           | -           | 17      | 0      |
| Radnik Surdulica | 2018-2019 | 15        | 0         | 0       | 0      | -           | -           | 15      | 0      |
| Radnik Surdulica | Total     | 33        | 0         | 2       | 0      | -           | -           | 35      | 0      |